# マリア・ペトロワ
マリア・イーゴレヴナ・ペトロワ（ロシア語: Мари́я И́горевна Петро́ва、1977年11月29日 - ）は、ロシア出身の女性フィギュアスケート選手。2002年ソルトレイクシティオリンピック、2006年トリノオリンピックペアロシア代表。2000年世界フィギュアスケート選手権ペアチャンピオン。パートナーはアレクセイ・ティホノフとアントン・シハルリドゼなど。ロシア語では「マリーヤ・イーガリェヴナ・ピトローヴァ」が近い。

## 経歴
旧ソビエト連邦のレニングラードに生まれ、7歳のときにスケートを始めた。1992年にアントン・シハルリドゼとペアを結成し、初出場の1993年世界ジュニア選手権で2位。翌1994年、1995年世界ジュニア選手権では2連覇を果たした。同じ時期、シニアクラスにも参戦し1994年世界選手権8位、1995年世界選手権6位と着実に強豪ペアへの階段を上りつつあったが、1996年にアントン・シハルリドゼとのペアを解消。同年にテイムラズ・プーリンと新たにペアを組んだ。
1996-1997年シーズン、1997年世界ジュニア選手権および1997年ユニバーシアードで2位となり、翌1997-1998年シーズンからはISUグランプリシリーズにも出場したが、表彰台に上ることはなく、ロシア選手権でも6位に留まり同シーズン終了後にペアは解散。1998年、アレクセイ・ティホノフと新たにペアを結成した。
ペア1シーズン目の1998-1999年シーズンからISUグランプリシリーズに参戦。いきなり表彰台の常連となり、グランプリファイナルにも進出。1999年欧州選手権では優勝を果たし、2000年欧州選手権で2連覇を達成。2000年世界選手権をも制し、強豪ペアとして注目を集めたが、2000-2001年シーズン以降はライバルの台頭もあり、世界選手権や欧州選手権などで表彰台に上ることはあってもタイトルからは遠ざかっていった。2002年ソルトレイクシティオリンピックに出場し6位、2度目のオリンピックとなった2006年トリノオリンピックでは5位に終わった。
2007年世界選手権では、パートナーのティホノフの怪我によりフリースケーティングを棄権。のちに引退を発表。競技引退後はロシアでアイスショーやフィギュアスケート絡みのテレビ番組に出演している。
ティホノフとは私生活上でもパートナーである。2002年に日本のNHKで彼らに関する叙情的なドキュメンタリーが放映されたことがある。
2010年2月1日、ティホノフとの間に娘が誕生した

## 主な戦績
- 戦績はアレクセイ・ティホノフとのペア時。

| 大会/年            | 1998-99 | 1999-00 | 2000-01 | 2001-02 | 2002-03 | 2003-04 | 2004-05 | 2005-06 | 2006-07 |
| ------------------ | ------- | ------- | ------- | ------- | ------- | ------- | ------- | ------- | ------- |
| オリンピック       |         |         |         | 6       |         |         |         | 5       |         |
| 世界選手権         | 4       | 1       | 4       | 4       | 3       | 4       | 2       | 3       | 棄権    |
| 欧州選手権         | 1       | 1       | 4       | 3       | 3       | 2       | 3       | 3       | 2       |
| ロシア選手権       | 2       | 2       | 2       | 3       | 2       | 2       | 2       | 1       |         |
| GPファイナル       | 3       | 4       | 5       | 5       | 3       | 3       | 2       | 4       | 6       |
| GPロシア杯         |         | 1       |         | 2       | 2       |         |         |         | 2       |
| GPエリック杯       |         |         |         |         |         |         | 2       |         | 1       |
| GP中国杯           |         |         |         |         |         | 3       |         | 1       |         |
| GPスケートカナダ   | 2       |         | 3       |         |         |         |         | 2       |         |
| GPNHK杯            | 5       | 1       | 3       |         | 4       | 1       | 1       |         |         |
| GPスケートアメリカ |         |         |         |         |         | 2       |         |         |         |
| GPボフロスト杯     | 1       | 1       | 2       | 3       | 4       |         |         |         |         |

### 詳細
| 2006-2007 シーズン  |                                                           |          |          |          |
| 開催地              | 大会名                                                    | SP       | FP       | 結果     |
| 2007年3月19日-25日  | 2007年世界フィギュアスケート選手権（東京）                | 11 56.36 | -        | 棄権     |
| 2007年1月22日-28日  | 2007年ヨーロッパフィギュアスケート選手権（ワルシャワ）    | 2 62.22  | 2 117.39 | 2 179.61 |
| 2006年12月14日-17日 | 2006/2007 ISUグランプリファイナル（サンクトペテルブルク） | 5 56.52  | 6 98.07  | 6 154.59 |
| 2006年11月24日-26日 | ISUグランプリシリーズ ロシア杯（モスクワ）                | 2 62.28  | 1 115.75 | 2 178.03 |
| 2006年11月17日-19日 | ISUグランプリシリーズ エリック・ボンパール杯（パリ）      | 1 61.64  | 1 112.63 | 1 174.27 |

| 2005-2006 シーズン  |                                                        |         |          |          |
| 開催日              | 大会名                                                 | SP      | FP       | 結果     |
| 2006年3月19日-26日  | 2006年世界フィギュアスケート選手権（カルガリー）       | 3 63.04 | 2 123.18 | 3 186.22 |
| 2006年2月10日-26日  | トリノオリンピック（トリノ）                           | 3 64.27 | 6 117.42 | 5 181.69 |
| 2006年1月17日-22日  | 2006年ヨーロッパフィギュアスケート選手権（リヨン）     | 2 66.07 | 3 120.97 | 3 187.04 |
| 2005年12月16日-18日 | 2005/2006 ISUグランプリファイナル（東京）              | 2 62.10 | 4 116.00 | 4 178.10 |
| 2005年11月3日-6日   | ISUグランプリシリーズ 中国杯（北京）                   | 1 62.76 | 1 122.62 | 1 185.38 |
| 2005年10月27日-30日 | ISUグランプリシリーズ スケートカナダ（セントジョンズ） | 2 60.10 | 2 114.04 | 2 174.14 |

| 2004-2005 シーズン  |                                                      |         |          |          |
| 開催日              | 大会名                                               | SP      | FP       | 結果     |
| 2005年3月14日-20日  | 2005年世界フィギュアスケート選手権（モスクワ）       | 2 66.94 | 2 121.27 | 2 188.21 |
| 2005年1月25日-30日  | 2005年ヨーロッパフィギュアスケート選手権（トリノ）   | 3 63.15 | 3 112.74 | 3 175.89 |
| 2004年12月16日-19日 | 2004/2005 ISUグランプリファイナル（北京）            | 2 67.42 | 2 119.90 | 2 187.32 |
| 2004年11月19日-21日 | ISUグランプリシリーズ エリック・ボンパール杯（パリ） | 2 65.76 | 3 113.76 | 2 179.52 |
| 2004年11月4日-7日   | ISUグランプリシリーズ NHK杯（名古屋）                | 1 66.44 | 1 121.12 | 1 187.56 |

| 2003-2004 シーズン  |                                                           |         |          |          |
| 開催日              | 大会名                                                    | SP      | FP       | 結果     |
| 2004年3月22日-28日  | 2004年世界フィギュアスケート選手権（ドルトムント）        | 2       | 4        | 4        |
| 2004年2月2日-8日    | 2004年ヨーロッパフィギュアスケート選手権（ブダペスト）    | 2       | 2        | 2        |
| 2003年12月11日-14日 | 2003/2004 ISUグランプリファイナル（コロラドスプリングス） | 3 56.32 | 4 110.44 | 3 166.76 |
| 2003年11月27日-30日 | ISUグランプリシリーズ NHK杯（旭川）                       | 1 63.24 | 1 118.72 | 1 181.96 |
| 2003年11月6日-9日   | ISUグランプリシリーズ 中国杯（北京）                      | 3 57.92 | 3 107.66 | 3 165.58 |
| 2003年10月23日-26日 | ISUグランプリシリーズ スケートアメリカ（レディング）      | 2 64.94 | 1 119.98 | 2 184.92 |

| 2002-2003 シーズン     |                                                          |    |    |      |
| 開催日                 | 大会名                                                   | SP | FP | 結果 |
| 2003年3月24日-30日     | 2003年世界フィギュアスケート選手権（ワシントンD.C.）     | 3  | 3  | 3    |
| 2003年1月20日-26日     | 2003年ヨーロッパフィギュアスケート選手権（マルメ）       | 1  | 3  | 3    |
| 2002年11月28日-12月1日 | ISUグランプリシリーズ NHK杯（京都）                      | 3  | 4  | 4    |
| 2002年11月22日-24日    | ISUグランプリシリーズ ロシア杯（モスクワ）               | 2  | 2  | 2    |
| 2002年11月8日-10日     | ISUグランプリシリーズ ボフロスト杯（ゲルゼンキルヒェン） | 2  | 4  | 4    |